# Перелік ударів по житловій забудові під час російського вторгнення (липень 2025)
Удари по житловій забудові України під час російсько-української війни — воєнний злочин, скоєний російськими військовими під час повномасштабного військового вторгнення в Україну.
У переліку подано інформацію про удари по житловій та громадській забудові, а також обстріли відкритої території у яких відомо про цивільні втрати. Подано інформацію про атаки протягом липня 2025 року, яка була опублікована у відкритих джерелах.

## Загальна інформація

### Руйнування населених пунктів прилеглих до лінії зіткнення
У населених пунктах які знаходяться біля лінії бойового зіткнення, постійно відбуваються обстріли житлової та іншої цивільної забудови (у тому числі медичних установ, навчальних закладів, комерційної забудови). Впродовж липня 2025 року, обстріли відбувалися вздовж прикордонних громад Чернігівщини, Сумщини, та Харківщини, а також громад Запорізької, Дніпропетровської, Херсонської та Миколаївської областей із використанням ракет, безпілотників, мінометів, артилерії, реактивних систем залпового вогню, вогнем бронетехніки та стрілецької зброї.
Вздовж державного кордону:
- У Чернігівській області — Корюківська, Новгород-Сіверська, Семенівська, Сновська громади.
- У Сумській області — Білопільська, Великописарівська, Глухівська, Краснопільська, Миропільська, Новослобідська, Путивльська, Хотінська, Юнаківська громади.
- У Харківській області — Вільхуватська, Вовчанська, Дворічанська, Дергачівська, Золочівська, Липецька громади

Між тимчасово окупованою територією:
- У Харківській області — Борівська, Дворічанська, Ізюмська, Кіндрашівська, Куп'янська, Курилівська, Оскільська, Петропавлівська громади
- У Луганській області — Красноріченська, Лисичанська громади
- У Донецькій області — Званівська, Сіверська громади
- У Запорізькій області —
- У Херсонській області —
- У Миколаївській області —

## Перелік атак
Червоним кольором позначені атаки у яких відомо про загибель людей.
| дата і місце | дата і місце                                | тип зброї           | подробиці атаки, жертви (загиблі/поранені)                                   | подробиці атаки, жертви (загиблі/поранені) |
| ------------ | ------------------------------------------- | ------------------- | ---------------------------------------------------------------------------- | ------------------------------------------ |
| 01/07        | Дніпропетровська обл., Гуляйполе            | Іскандер-М          | атаковано будинок культури, два магазини та приватні будинки                 | 2+/2+                                      |
| 01/07        | Миколаївська обл., Куцуруб                  | артобстріл          | обстріляно житлову забудову населеного пункту                                | 1/1                                        |
| 01/07        | Донецька обл., Покровськ                    | БпЛА                | росіяни атакували медичну машину евакуації під час евакуації цивільних       | 1/1                                        |
| 01/07        | Чернігівська обл., Семенівка                | БпЛА                | атаковано житлову забудову населеного пункту                                 | 0/1                                        |
| 01/07        | Запоріжжя                                   | Shahed-136          | пошкоджено підприємство та приватні житлові будинки                          | —                                          |
| 01/07        | Запорізька обл., Пологівський р-н           | артобстріл          | атаковано цивільну забудову                                                  | 0/2                                        |
| 01/07        | Донецька обл., Костянтинівка                | артобстріл          | пошкоджено багатоквартирні і приватні домоволодіння, торговельні павільйони  | 0/3                                        |
| 01/07        | Херсон                                      | артобстріл          | російська армія здійснила обстріл лікарні в Херсоні                          | 0/8                                        |
| 02/07        | Харківська обл., Борівське                  | Shahed-136          | атаковані складські приміщення та територія сільгосппідприємства             | 1/1                                        |
| 02/07        | Донецька обл., Покровськ                    | БпЛА                | атаковано житлову забудову та цивільних на автодорозі                        | 2/3                                        |
| 02/07        | Одеська обл., Вилкове                       | Shahed-136          | атаковані об'єкти припортової і туристичної інфраструктури                   | —                                          |
| 02/07        | Дніпропетровська обл., Кривий Ріг           | Shahed-136          | пошкоджено приватне підприємство                                             | —                                          |
| 02/07        | Дніпропетровська обл., Нікополь             | БпЛА                | пошкоджено двір житлового будинку та авто                                    | 0/4                                        |
| 02/07        | Дніпропетровська обл., Перещепине           | Shahed-136          | пошкоджене фермерське господарство                                           | 0/1                                        |
| 02/07        | Харків                                      | Shahed-136          | атаковане СТО та цивільна забудова                                           | —                                          |
| 02/07        | Харківська обл., Волоська Балаклія          | Shahed-136          | атакований склад та територія сільгосппідприємства                           | —                                          |
| 02/07        | Донецька обл., Костянтинівка                | авіабомбовий удар   | атаковано ринок                                                              | 0/1                                        |
| 02/07        | Донецька обл., Краматорськ                  | артобстріл          | було обстріляно школу мистецтв                                               | —                                          |
| 02/07        | Донецька обл., Райське                      | Shahed-136          | атаковано цивільну забудову населеного пункту                                | 0/3                                        |
| 02/07        | Донецька обл., Словʼянськ                   | Shahed-136          | російські військові атакували термінал «Нової пошти»                         | —                                          |
| 02/07        | Херсон                                      | БпЛА                | атаковано цивільну інфраструктуру                                            | 0/4                                        |
| 02/07        | Херсонська обл., Антонівка                  | БпЛА                | атаковано цивільну інфраструктуру                                            | 0/4                                        |
| 03/07        | Полтава                                     | Shahed-136          | БпЛА влучили у будівлю ТЦК та житлові будинки                                | 2/11                                       |
| 03/07        | Дніпропетровська обл., Великомихайлівка     | авіабомбовий удар   | уражено приватний житловий будинок                                           | 1/0                                        |
| 03/07        | Одеса                                       | Shahed-136          | дрон влучив у житлову девʼятиповерхівку                                      | 0/5                                        |
| 04/07        | Київ                                        | ракетний удар, БпЛА | удар по житловим будинкам, цивільній та залізничній інфраструктурі           | 3/32                                       |
| 04/07        | Харківська обл., Купʼянськ                  | артобстріл          | обстріляно житлові багатоповерхівки, магазини, інфраструктуру                | 1/3                                        |
| 04/07        | Донецька обл.                               | —                   | відомо про атаки по житлових кварталах населених пунктів                     | 2/15                                       |
| 04/07        | Херсонська обл.                             | —                   | відомо про атаки по житлових кварталах населених пунктів                     | 2/15                                       |
| 04/07        | Київська обл., Бучанський р-н               | Shahed-136          | пошкодження житлових будинків                                                | —                                          |
| 04/07        | Київська обл., Фастівський р-н              | Shahed-136          | пошкодження житлових будинків                                                | —                                          |
| 04/07        | Полтавська обл., Полтавський р-н            | Shahed-136          | на території приватного домоволодіння пошкоджено легкове авто                | 0/2                                        |
| 04/07        | Дніпропетровська обл., Кривий Ріг           | БпЛА                | атаковано об'єкт цивільної інфраструктури та рятувальників                   | 0/6                                        |
| 05/07        | Дніпропетровська обл., Дніпровський р-н     | Shahed-136          | зруйновано п’ять дачних будинків                                             | 0/3                                        |
| 05/07        | Дніпропетровська обл., Нікопольський р-н    | артобстріл          | пошкоджені інфраструктура, с/г підприємство, приватний будинок               | 0/1                                        |
| 05/07        | Харківська обл., Купʼянськ                  | артобстріл          | атакована цивільна інфраструктура                                            | 0/2                                        |
| 05/07        | Харківська обл., Чугуїв                     | Shahed-136          | уражено поштове відділення, будинки авто                                     | 0/11                                       |
| 06/07        | Сумська обл., Битиця                        | БпЛА                | пошкоджено приватні житлові будинки                                          | 1/0                                        |
| 06/07        | Херсонська обл., Антонівка                  | —                   | відомо про атаку цивільної інфраструктури                                    | 1/0                                        |
| 06/07        | Донецька обл., Костянтинівка                | авіаудар, БпЛА      | російські окупанти обстріляли житлову забудову                               | 4/0                                        |
| 06/07        | Київська обл.                               | Shahed-136          | пошкоджені багатоповерхівки, приватні будинки                                | 0/3                                        |
| 06/07        | Харків                                      | Shahed-136          | влучання посеред громадської забудови                                        | 0/2                                        |
| 06/07        | Харківська обл., Купʼянськ                  | артобстріл, БпЛА    | пошкоджено приватні та багатоквартирні житлові будинки                       | 0/3                                        |
| 06/07        | Запорізька обл., Юрківка                    | Shahed-136          | уражено приватний житловий будинок                                           | 0/1                                        |
| 06/07        | Херсон                                      | БпЛА                | відомо про атаки цивільної забудови міста                                    | 0/2                                        |
| 07/07        | Одеса                                       | Shahed-136          | руйнування цивільної інфраструктури                                          | 1/0                                        |
| 07/07        | Харків                                      | Shahed-136          | ворожі БпЛА влучили в багатоповерхівки                                       | 1/34                                       |
| 07/07        | Херсонська обл., Берислав                   | БпЛА                | росіяни атакували з дрона трактор                                            | 1/0                                        |
| 07/07        | Київ                                        | Shahed-136          | пошкодження цивільної інфраструктури                                         | —                                          |
| 07/07        | Дніпропетровська обл., Нікопольський р-н    | артобстріл          | пошкоджено приватні будинки, гімназію і господарську споруду                 | 0/3                                        |
| 07/07        | Дніпропетровська обл., Маломихайлівка       | Shahed-136          | уражено приватні будинках і їдальню                                          | 0/2                                        |
| 07/07        | Харків                                      | Shahed-136          | повторний удар по житлу, господарчих спорудах                                | 0/11                                       |
| 07/07        | Запоріжжя                                   | Shahed-136          | уражена будівля університету, житлові будинки                                | 0/10                                       |
| 07/07        | Донецька обл., Словʼянськ                   | артобстріл          | пошкоджені багатоквартирні і приватні будинки, а також дві школи             | 0/2+                                       |
| 08/07        | Донецька обл., Білицьке                     | авіабомбовий удар   | пошкоджені понад 20 багатоквартирних та приватних будинків                   | 2/7                                        |
| 08/07        | Донецька обл., Родинське                    | авіабомбовий удар   | пошкоджені понад 20 багатоквартирних та приватних будинків                   | 2/7                                        |
| 08/07        | Херсон                                      | БпЛА                | атаковані житлові квартали та цивільні авто                                  | 1/9                                        |
| 08/07        | Миколаївська обл., Надбузьке                | Shahed-136          | атаковані два дачних будинки                                                 | 0/1                                        |
| 08/07        | Донецька обл., Костянтинівка                | БпЛА                | під удар потрапив багатоповерховий будинок                                   | —                                          |
| 08/07        | Донецька обл., Новоекономічне               | артобстріл          | обстрілом пошкоджено храм Різдва Пресвятої Богородиці                        | —                                          |
| 08/07        | Херсон                                      | БпЛА                | відомо про атаку цивільної забудови Дніпровського району міста               | 0/3                                        |
| 09/07        | Херонська обл., Правдине                    | БпЛА                | росіяни атакували подвір’я будинку жінку та 1-річного хлопчика, який загинув | 1/1                                        |
| 09/07        | Київська обл., Броварський р-н              | Shahed-136          | атакована цивільна інфраструктура                                            | 0/1                                        |
| 09/07        | Житомирська обл., Новогуйвинське            | ракетний удар, БпЛА | пошкодженні виробничі приміщення і житлові будинки                           | —                                          |
| 09/07        | Чернігівська обл., Сновськ                  | БпЛА                | FPV-дрон поцілив у 54-річну жінку, яка їхала мопедом                         | 0/1                                        |
| 09/07        | Дніпропетровська обл., Межова               | авіабомбовий удар   | зруйновано та пошкоджено близько 20 приватних будинків, магазин, ЛЕП         | 0/2                                        |
| 09/07        | Запорізька обл., Степногірськ               | артобстріл          | зруйновані приватні житлові будинки та інфраструктура                        | 0/2                                        |
| 09/07        | Донецька обл., Добропілля                   | БпЛА                | відомо про масовану атаку FPV-дронами цивільної інфраструктури               | 0/5                                        |
| 09/07        | Херсон                                      | БпЛА                | атаковано житлову забудову міста                                             | 0/2                                        |
| 09/07        | Херсон                                      | артобстріл          | здійснено обстріл житлових кварталів та цивільної інфраструктури             | 0/3                                        |
| 10/07        | Київ                                        | ракетний удар, БпЛА | атаковані житлові будинки, лікарня, нежитлові приміщення та авто             | 2/19                                       |
| 10/07        | Донецька обл., Костянтинівка                | БпЛА                | російські військові атакували дроном цивільний автомобіль                    | 1/0                                        |
| 10/07        | Донецька обл.                               | —                   | уражені приватні та багатоквартирні житлові будинки, адмінбудівлі, інф-ра    | 7/9                                        |
| 10/07        | Харківська обл., Печеніги                   | С-300               | атаковані приватні житлові будинки                                           | 0/1                                        |
| 10/07        | Харківська обл., Лісна Стінка               | —                   | обстріляна житлова забудова населеного пункту                                | 0/1                                        |
| 10/07        | Донецька обл., Добропілля                   | БпЛА                | відомо про масовану атаку FPV-дронами цивільної інфраструктури               | —                                          |
| 10/07        | Донецька обл., Костянтинівка                | БпЛА                | дронами були атаковані два авто з гуманітарною допомогою                     | —                                          |
| 10/07        | Херсон                                      | БпЛА                | російські військові атакували безпілониками житлову забудову міста           | 0/2                                        |
| 11/07        | Одеса                                       | Shahed-136          | пошкоджена цивільна інф-ра, житлові та адмінбудівлі, стайня, будівля ТЦК     | 0/11                                       |
| 11/07        | Дніпропетровська обл., Покровське           | Shahed-136          | атаковане с/г підприємство, адмінбудівля, ЛЕП                                | —                                          |
| 11/07        | Харків                                      | Shahed-136          | уражено житлові будинки, медичний заклад                                     | 0/9                                        |
| 11/07        | Харківська обл., Чугуїв                     | Shahed-136          | відомо про пошкодження міської лікарні                                       | 0/3                                        |
| 11/07        | Суми                                        | Shahed-136          | пошкоджено нежитлові приміщення                                              | —                                          |
| 11/07        | Херсонська обл., Білозерка                  | артобстріл          | обстріляно амбулаторію на території закладу охорони здоровʼя                 | 0/3                                        |
| 12/07        | Чернівці                                    | ракетний удар, БпЛА | уражено декілька житлових будинків, магазини, адмінбудівлі                   | 4/2                                        |
| 12/07        | Сумська обл., Велика Чернеччина             | авіабомбовий удар   | зруйновано та пошкоджено житлові будинки                                     | 2/0                                        |
| 12/07        | Донецька обл.                               | артобстріл, БпЛА    | відомо про загиблих та постраждалих цивільних від атак по житловій забудові  | 3/7                                        |
| 12/07        | Донецька обл., Мирноград                    | артобстріл          | відомо про обстріл житлових кварталів міста                                  | 1/1                                        |
| 12/07        | Донецька обл., Покровськ                    | артобстріл          | атаковано житлові будинки                                                    | 2/2                                        |
| 12/07        | Донецька обл., Слов'янськ                   | артобстріл, РСЗВ    | атаковані торгівельний комплекс, СТО, навчальний заклад та адмінбудівля      | 1/3                                        |
| 12/07        | Херсонська обл.                             | артобстріл, БпЛА    | відомо про загиблих та постраждалих цивільних від атак по житловій забудові  | 1/6                                        |
| 12/07        | Львів                                       | ракетний удар, БпЛА | атаковане житло, промислові об'єкти                                          | 0/1                                        |
| 12/07        | Харківська обл., Купʼянськ                  | авіаудар            | атаковано житлові багатоповерхові будинки                                    | 0/4                                        |
| 12/07        | Херсонська обл., Миролюбівка                | БпЛА                | скинули вибухівку з дрона на комбайн                                         | 0/1                                        |
| 13/07        | Дніпропетровська обл., Великомихайлівка     | авіабомбовий удар   | атаковані житлові приватні будинки, загинула 88-річна жінка                  | 1/0                                        |
| 13/07        | Сумська обл., Стецьківка                    | БпЛА                | дрон атакував цивільних та повторно медиків під час евакуації пораненого     | 1/3                                        |
| 13/07        | Дніпропетровська обл., Межова               | БпЛА, авіаудар      | атакований навчальний заклад                                                 | 0/1                                        |
| 13/07        | Сумська обл., Шостка                        | Shahed-136          | атакована цивільна інфраструктура                                            | —                                          |
| 13/07        | Донецька обл., Слов'янськ                   | Shahed-136          | пошкоджені багатоквартирні та приватні будинки, лікарня, дитячий садок       | —                                          |
| 14/07        | Сумська обл., Шостка                        | БпЛА, авіаудар      | пошкоджено багатоповерхові та приватні житлові будинки і нежитлові будівлі   | 2/4                                        |
| 14/07        | Харківська обл., Борівське                  | авіабомбовий удар   | атаковано цивільну інфраструктуру                                            | 1/4                                        |
| 14/07        | Донецька обл., Костянтинівка                | артобстріл          | обстріляно привані житлові будинки                                           | 1/0                                        |
| 14/07        | Херсон                                      | БпЛА                | атаковано житлову забудову міста                                             | 1/0                                        |
| 14/07        | Полтава                                     | Shahed-136          | пошкоджені приватні житлові будинки                                          | 0/1                                        |
| 14/07        | Дніпропетровська обл., Дніпровський р-н     | Shahed-136          | пошкоджені житлові будинки та гаражі                                         | 0/3                                        |
| 14/07        | Суми                                        | БпЛА                | було пошкоджено обʼєкт цивільної інфраструктури                              | —                                          |
| 14/07        | Суми                                        | Shahed-136          | влучання по навчальному закладу                                              | 0/6                                        |
| 14/07        | Харків                                      | БпЛА                | дрон ударив по проїжджій частині житлового кварталу                          | —                                          |
| 14/07        | Харківська обл., Златопіль                  | Shahed-136          | руйнування житла, котельні, адмінбудівлі                                     | 0/10                                       |
| 14/07        | Херсон                                      | БпЛА                | атаковані житлові квартали міста                                             | 0/4                                        |
| 15/07        | Сумська обл., Свеса                         | Shahed-136          | атаковані житлові будинки та «Свеський психоневрологічний диспансер»         | 0/1                                        |
| 15/07        | Донецька обл., Дружківка                    | артобстріл          | обстріляна приватна житлова забудова                                         | 0/2                                        |
| 15/07        | Донецька обл., Краматорськ                  | артобстріл          | обстріляний квартал приватної житлової забудови                              | —                                          |
| 15/07        | Донецька обл., Краматорськ                  | артобстріл          | повторний обстріл, атакована житлова багатоповерхівка                        | —                                          |
| 15/07        | Донецька обл., Родинське                    | РСЗВ                | під удар потрапила житлова забудова                                          | 0/4                                        |
| 16/07        | Дніпропетровська обл., Нікополь             | артобстріл          | пошкоджено банк, перукарню, магазини, спортклуб, аптеку, багатоповерхівки    | 1/5                                        |
| 16/07        | Донецька обл., Добропілля                   | авіабомбовий удар   | удар по торговому центру, пошкоджені житлові будинки                         | 3/27                                       |
| 16/07        | Вінниця                                     | Shahed-136          | уражені обʼєкти промислової і цивільної інф-ри                               | 0/8                                        |
| 16/07        | Вінницька обл.                              | Shahed-136          | пошкоджені приватні житлові будинки                                          | —                                          |
| 16/07        | Кіровоградська обл., Великі Трояни          | Shahed-136          | пошкоджені приватні житлові будинки                                          | —                                          |
| 16/07        | Суми                                        | БпЛА                | влучання дрону по одному з підприємств, пошкоджена адмінбудівля та житло     | —                                          |
| 16/07        | Сумська обл., Стецьківка                    | ракетний удар       | пошкоджені приватні будинки та автомобіль                                    | —                                          |
| 16/07        | Харків                                      | Shahed-136          | атаковане цивільне підприємство, театр                                       | 0/3                                        |
| 16/07        | Харківська обл., Куп'янський р-н            | БпЛА                | удар безпілотником по житлових будинках та авто «швидкої допомоги»           | 0/3                                        |
| 17/07        | Донецька обл., Костянтинівка                | артобстріл          | атаковані житлові будинки та цивільні автомобілі                             | 2/1                                        |
| 17/07        | Донецька обл., Покровськ                    | БпЛА                | обстріляна цивільна інфраструктура                                           | 2/1                                        |
| 17/07        | Донецька обл., Краматорськ                  | БпЛА                | атаковані житлові будинки та цивільні автомобілі                             | 0/6                                        |
| 17/07        | Донецька обл., Мирноград                    | артобстріл          | обстріляна цивільна інфраструктура                                           | 0/1                                        |
| 17/07        | Херсон                                      | БпЛА                | атаковані житлові квартали міста                                             | 0/2                                        |
| 17/07        | Херсон                                      | БпЛА                | росіяни атакували дроном авто головного рабина Херсону                       | —                                          |
| 18/07        | Дніпропетровська обл., Кам'янський р-н      | Shahed-136          | уражено адмінбудівлі, магазин, житлові будинки                               | 2/0                                        |
| 18/07        | Запорізька обл., Степногірськ               | авіабомбовий удар   | керованою авіабомбою атаковані житлові багатоповерхівки                      | 1/0                                        |
| 18/07        | Донецька обл., Костянтинівка                | авіабомбовий удар   | пошкоджено 16 приватних будинків, автотранспорт                              | 5/4                                        |
| 18/07        | Харківська обл., Чугуїв                     | артобстріл          | пошкодження житлових будинків, медичного та освітнього закладів              | 0/4                                        |
| 18/07        | Донецька обл., Краматорськ                  | Shahed-136          | уражено житлові будинки, освітній заклад, підприємство                       | —                                          |
| 18/07        | Донецька обл., Родинське                    | БпЛА                | атаковане авто волонтерської організації, які займались евакуацією цивільних | 0/3                                        |
| 18/07        | Донецька обл., Слов'янськ                   | Shahed-136          | пошкоджено відділення «Нової пошти»                                          | —                                          |
| 19/07        | Одеса                                       | Shahed-136          | влучання дрона у житлову девʼятиповерхівку                                   | 1/0                                        |
| 19/07        | Дніпропетровська обл., Павлоград            | ракетний удар, БпЛА | атаковано пожежна частина, промислові підприємства, 5-поверхівка             | 1/1                                        |
| 19/07        | Дніпропетровська обл., Васильківка          | ракетний удар       | потрощені амбулаторія, школа та заклад культури, житлові будинки             | 2/4                                        |
| 19/07        | Сумська обл., Свеса                         | БпЛА                | від атаки житлової забудови загинула 78-річна жінка                          | 1/0                                        |
| 19/07        | Донецька обл.                               | —                   | відомо про загиблих цивільних від російських атак цивільної забудови         | 3/6                                        |
| 19/07        | Київ                                        | Shahed-136          | падіння уламків у житлових кварталах                                         | —                                          |
| 19/07        | Кіровоградська обл., Новоукраїнський р-н    | Shahed-136          | пошкоджено приватний житловий будинок                                        | —                                          |
| 19/07        | Харківська обл., Купʼянський р-н            | БпЛА                | атаковані цивільні автомобілі                                                | 0/4                                        |
| 20/07        | Дніпропетровська обл., Нікопольський р-н    | артобстріл, РСЗВ    | атакована цивільна інфраструктура та житло                                   | 0/2                                        |
| 20/07        | Суми                                        | БпЛА                | пошкоджено цивільну інфраструктуру, приватні будинки та авто                 | 0/2                                        |
| 20/07        | Харківська обл., Ізюм                       | Shahed-136          | пошкоджено житлові та приватні будівлі                                       | 0/2                                        |
| 20/07        | Харківська обл., Купʼянськ                  | авіаудар            | пошкоджено житлові будинки та господарські споруди                           | 0/4                                        |
| 20/07        | Харківська обл., Старовірівка               | авіабомбовий удар   | пошкоджені приватні домоволодіння та будівля сільської ради                  | 0/2                                        |
| 20/07        | Запорізька обл., Василівський р-н           | Shahed-136          | удар по приватному житловому будинку                                         | 0/2                                        |
| 20/07        | Запорізька обл., Запорізький р-н            | Shahed-136          | атаковані житлові будинки та цивільна забудова                               | 0/1                                        |
| 20/07        | Херсонська обл., Зимівник                   | артобстріл          | атакована житлова забудова                                                   | 0/2                                        |
| 21/07        | Київ                                        | Shahed-136          | атаковані житлові будинки, дитсадок, торгові та складські приміщення         | 1/7                                        |
| 21/07        | Івано-Франківська обл., І.-Франківський р-н | Shahed-136          | пошкоджено житлові будинки та авто                                           | 0/4                                        |
| 21/07        | Хмельницька обл., Кам'янець-Подільський р-н | Shahed-136          | пошкоджені приватні житлові будинки                                          | —                                          |
| 21/07        | Суми                                        | авіаудар            | пошкоджені житлові багатоповерхові будинки, торговий центр                   | 0/12                                       |
| 21/07        | Сумська обл., Путивль                       | авіаудар, БпЛА      | пошкоджені багатоквартирні та приватні житлові будинки, ТЦ                   | 0/24                                       |
| 21/07        | Харків                                      | Shahed-136          | пошкоджені житлові будинки та цивільні підприємства                          | —                                          |
| 21/07        | Херсон                                      | артобстріл          | пошкоджено театр імені Миколи Куліша та Греко-Софіївську церкву              | —                                          |
| 22/07        | Донецька обл., Краматорськ                  | авіабомбовий удар   | влучання у багатоквартирний житловий будинок, школу, дитсадок                | 1/9                                        |
| 22/07        | Луганська обл., Торське                     | розстріл            | російські окупанти розстріляли місцевого жителя, який їхав на велосипеді     | 1/0                                        |
| 22/07        | Одеса                                       | Shahed-136          | пошкоджено магазин та багатоповерхівку                                       | 0/1                                        |
| 22/07        | Сумська обл., Ковпаківський р-н             | Shahed-136          | атакована житлова забудова                                                   | 0/11                                       |
| 22/07        | Сумська обл., Путивль                       | Shahed-136          | уражені багатоповерхівки, нежитлові споруди                                  | 0/2                                        |
| 22/07        | Суми                                        | Shahed-136          | пошкоджені багатоповерхові будинки, ТЦ                                       | 0/3                                        |
| 22/07        | Донецька обл., Слов'янськ                   | авіабомбовий удар   | пошкоджені багатоповерхівки та приватні будинки, дитсадок, адмінбудівля      | 0/4                                        |
| 22/07        | Херсон                                      | артобстріл          | атакована житлова забудова міста                                             | 0/2                                        |
| 22/07        | Херсонська обл., Інженерне                  | артобстріл          | атакована житлова забудова населеного пункту                                 | 0/1                                        |
| 23/07        | Херсон                                      | БпЛА                | атаковано житлову забудову та цивільну інфраструктуру                        | 1/0                                        |
| 23/07        | Херсонська обл., Ромашкове                  | БпЛА                | російські війська вдарили дроном по цивільному легковику                     | 2/2                                        |
| 23/07        | Дніпропетровська обл., Кривий Ріг           | Shahed-136          | пошкоджено житлові будинки, приватне та промислове підприємства, школу       | —                                          |
| 23/07        | Дніпропетровська обл., Синельниківський р-н | Shahed-136          | уражено с/г господарство, магазин, амбулаторію, заклади освіти               | —                                          |
| 23/07        | Суми                                        | Shahed-136          | влучання у проїзджу частину, удар по обʼєкту АТ «Сумиобленерго»              | —                                          |
| 23/07        | Харківська обл., Купʼянськ                  | артобстріл          | внаслідок обстрілів у населених пунктах пошкоджено житлові будинки           | 0/1                                        |
| 23/07        | Харківська обл., Петро-Іванівка             | артобстріл          | внаслідок обстрілів у населених пунктах пошкоджено житлові будинки           | 0/1                                        |
| 23/07        | Донецька обл., Краматорськ                  | БпЛА                | атаковано приватний житловий сектор                                          | —                                          |
| 23/07        | Херсонська обл., Зорівка                    | БпЛА                | атаковано житлову забудову та цивільну інфраструктуру                        | 0/2                                        |
| 24/07        | Одеса                                       | Shahed-136          | уражено житло, АЗС, ринок Привоз, пам’ятки архітектури                       | 1/4                                        |
| 24/07        | Сумська обл., Зноб-Новгородське             | БпЛА, артобстріл    | атакована цивільна інфраструктура населеного пункту                          | 1/1                                        |
| 24/07        | Черкаси                                     | ракетний удар       | пошкодженj 15 приватних та багатоповерхових будинків, гаражні приміщення     | 0/12                                       |
| 24/07        | Харків                                      | авіабомбовий удар   | влучання у багатоповерхівку і цивільне підприємство                          | 0/33                                       |
| 24/07        | Запорізька обл., Запорізький р-н            | Shahed-136          | завдано ударів по дачних кооперативах                                        | —                                          |
| 25/07        | Харків                                      | авіабомбовий удар   | окупати скинули керовану авіабомбу на будівлю медичного закладу              | 1/6                                        |
| 25/07        | Запорізька обл., Полтавка                   | артобстріл          | окупанти били по житловій забудові з артилерії                               | 1/0                                        |
| 25/07        | Херсон                                      | артобстріл          | обстріл вулиць і житлової забудови міста                                     | 1/7                                        |
| 25/07        | Херсонська обл.                             | —                   | обстрілами пошкоджено житлові багатоповерхівки та приватні будинки           | 2/4                                        |
| 25/07        | Дніпропетровська обл., Синельниківський р-н | Shahed-136          | пошкоджено багатоквартирний будинок, нежитлові будівлі та ЛЕП                | 0/1                                        |
| 25/07        | Суми                                        | Shahed-136          | пошкоджень зазнала адміністративна будівля                                   | —                                          |
| 25/07        | Запорізька обл., Степногірськ               | артобстріл          | окупанти били по житловій забудові з артилерії                               | 0/1                                        |
| 25/07        | Донецька обл.                               | —                   | обстрілами пошкоджено житлові багатоповерхівки та приватні будинки           | 0/10                                       |
| 26/07        | Дніпро                                      | ракетний удар, БпЛА | уражена багатоповерхівка, пошкоджені промислові підприємства                 | 1/1                                        |
| 26/07        | Дніпропетровська обл., Дніпровський р-н     | ракетний удар, БпЛА | пошкоджений торговий центр, підприємства                                     | 1/4                                        |
| 26/07        | Харківська обл., Зміїв                      | ракетний удар, БпЛА | пошкоджено житлові будинки, освітній заклад і підприємство                   | 1/3                                        |
| 26/07        | Донецька обл.                               | —                   | відомо про загиблих цивільних від російських атак цивільної забудови         | 2/3                                        |
| 26/07        | Дніпропетровська обл., Кам'янське           | ракетний удар, БпЛА | атаковано гіпермаркет Епіцентр К, частково пошкоджено житлові будинки        | —                                          |
| 26/07        | Дніпропетровська обл., Покровське           | авіабомбовий удар   | атакована цивільна інфраструктура                                            | —                                          |
| 26/07        | Суми                                        | Shahed-136          | безпілотник влучив у будівлю обласної адміністрації та цивільну інф-ру       | 0/3                                        |
| 26/07        | Сумська обл., Шостка                        | ракетний удар, БпЛА | уражені приватні будинки, багатоповерхіки та обʼєкти інфраструктури          | 0/3                                        |
| 26/07        | Харків                                      | ракетний удар, БпЛА | пошкоджені житлові багатоповерхівки, цивільне підприємство, дороги           | 0/5                                        |
| 26/07        | Запорізька обл., Запорізький р-н            | Shahed-136          | уражений склад фермерського господарства, зруйнований приватний будинок      | —                                          |
| 26/07        | Херсонська обл.                             | —                   | відомо про поранених цивільних від російських атак цивільної забудови        | 0/9                                        |
| 27/07        | Сумська обл., Іволжанське                   | БпЛА                | завданий удар безпілотником по пасажирському автобусу                        | 3/5                                        |
| 28/07        | Київ                                        | Shahed-136          | пошкоджено житлові будинки, авто                                             | 0/8                                        |
| 28/07        | Кропивницький                               | Shahed-136          | атаковано філармонію, університет і підрозділ ДСНС                           | —                                          |
| 28/07        | Дніпропетровська обл., Нікопольський р-н    | БпЛА, артобстріл    | пошкоджено заклад освіти, житлові будинки, господарські споруди, ЛЕП         | 0/2                                        |
| 28/07        | Дніпропетровська обл., Межова               | БпЛА                | атаковано сільськогосподарське підприємство, нежитлову та адмінбудівлю       | —                                          |
| 28/07        | Сумська обл., Буринь                        | БпЛА                | пошкодження житлових будинків, будинку культури, нежитлових приміщень        | 0/1                                        |
| 28/07        | Сумська обл., Краснопілля                   | БпЛА                | чоловіка, який виводив корову на пасовище                                    | 0/1                                        |
| 28/07        | Сумська обл., Середина-Буда                 | авіаудар, БпЛА      | пошкодження багатоповерхового житлового будинку та торгових приміщень        | 0/1                                        |
| 29/07        | Дніпропетровська обл., Кам'янське           | Іскандер-М          | пошкоджено нежитлові споруди, пологовий будинок, відділення міської лікарні  | 2/5                                        |
| 29/07        | Дніпропетровська обл., Синельниківський р-н | авіабомбовий удар   | пошкоджено приватні оселі, адмінбудівлю, магазини, АЗС                       | 2/3                                        |
| 29/07        | Херсонська обл., Новоплатонівка             | РСЗВ                | росіяни вдарили по черзі за гуманітарною допомогою                           | 5/4                                        |
| 29/07        | Запорізька обл.                             | авіабомбовий удар   | атаковане приміщення пенітенціарної установи, приватні житлові будинки       | 17/42                                      |
| 29/07        | Дніпропетровська обл., Нікопольський р-н    | БпЛА, артобстріл    | атаковане багатоповерхове і приватне житло, господарські споруди, авто       | 0/2                                        |
| 29/07        | Донецька обл., Костянтинівка                | авіабомбовий удар   | керованими авіабомбами пошкоджено 8 багатоквартирних будинків                | 0/3                                        |
| 30/07        | Харківська обл., Васищеве                   | ракетний удар       | атакований склад, супермарке                                                 | 1/8                                        |
| 30/07        | Миколаївська обл., Очаків                   | РСЗВ                | пошкоджено житлові будинки, господарчі споруди та авто                       | —                                          |
| 30/07        | Дніпропетровська обл., Межова               | БпЛА                | уражено сільськогосподарське та приватні підприємства                        | 0/1                                        |
| 30/07        | Суми                                        | БпЛА                | атаковані адміністративні та нежитлові будівлі                               | 0/2                                        |
| 30/07        | Харків                                      | Shahed-136          | пошкоджена автомийка, скління багатоквартирного будинку, супермаркет         | 0/2                                        |
| 30/07        | Запорізька обл., Гуляйполе                  | авіабомбовий удар   | внаслідок ударів зруйновані та пошкоджені житлові будинки                    | 0/1                                        |
| 31/07        | Київ                                        | ракетний удар, БпЛА | атаковані житлові будинки, медзаклад, інфраструктура                         | 31/159                                     |
| 31/07        | Донецька обл., Краматорськ                  | авіабомбовий удар   | атаковано житловий багатоквартирний будинок                                  | 7/11                                       |
| 31/07        | Київська обл., Бучанський р-н               | Shahed-136          | пошкоджено магазини та склади                                                | —                                          |
| 31/07        | Запорізька обл., Веселянка                  | авіабомбовий удар   | зруйнований приватний житловий будинок                                       | 0/2                                        |
| 31/07        | Запорізька обл., Малокатеринівка            | авіабомбовий удар   | пошкоджено дачні будинки                                                     | —                                          |